# Maxime-Gaël Ngayap Hambou

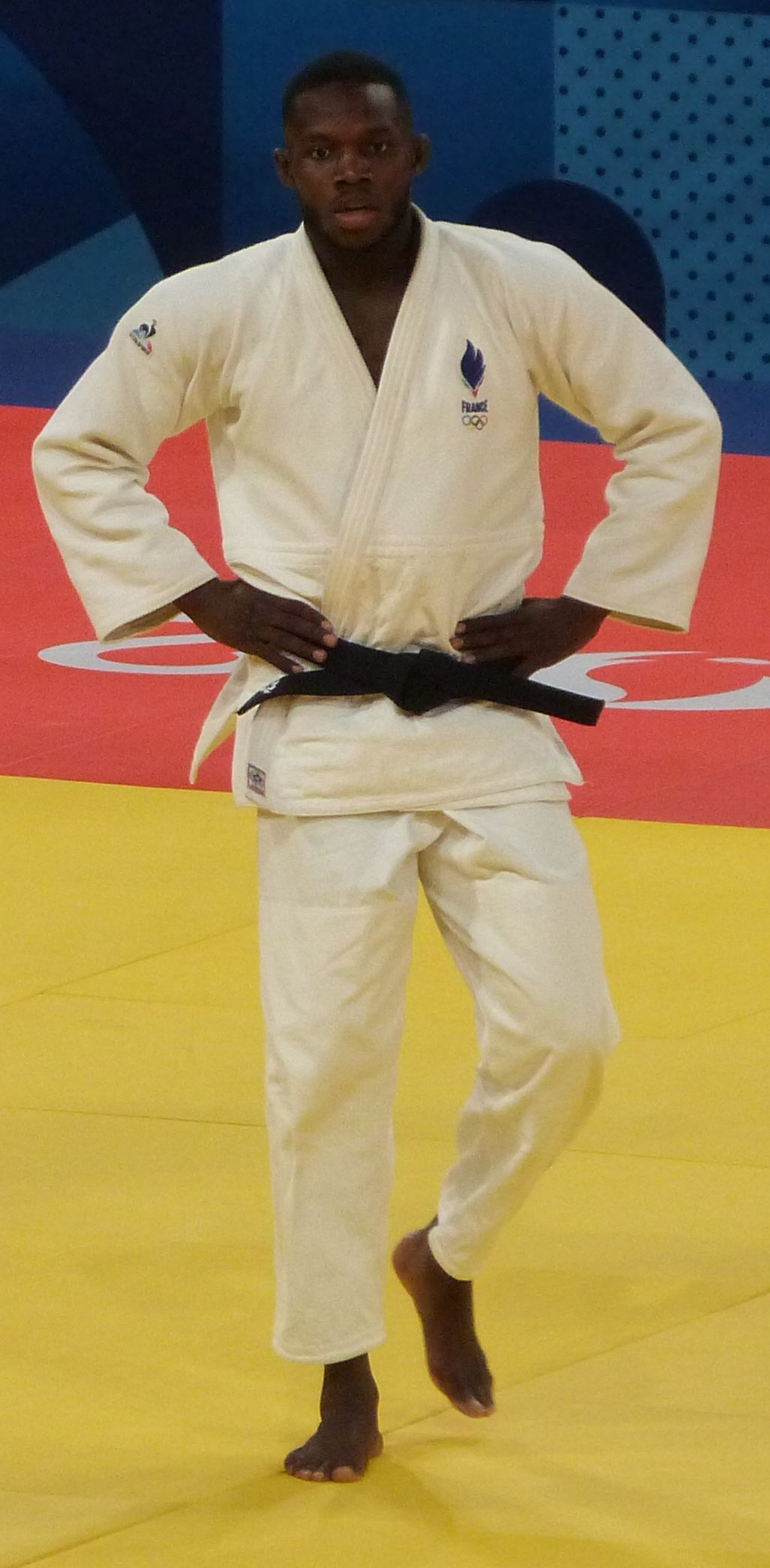
Maxime-Gaël Ngayap Hambou bei den Olympischen Spielen 2024

Maxime-Gaël Ngayap Hambou (* 22. Juni 2001 in Clichy) ist ein französischer Judoka, der 2024 Olympiasieger mit dem Mixed-Team und Olympiadritter im Mittelgewicht wurde.

## Sportliche Karriere
Nagayap Hambou kämpft in der Gewichtsklasse bis 90 Kilogramm. Im Oktober 2021 wurde er im Einzel Dritter bei den Juniorenweltmeisterschaften und siegte mit der Mannschaft. Im Einzelwettbewerb bezwang er im Kampf um Bronze den Rumänen Alex Creţ. Bei den Europameisterschaften 2022 schied Ngayap Hambou im Achtelfinale gegen den Rumänen aus. 2023 bei den Weltmeisterschaften in Doha verlor der Franzose in seinem zweiten Kampf gegen den Kubaner Iván Felipe Silva. Ein Jahr später bei den Weltmeisterschaften in Abu Dhabi unterlag er wieder in seinem zweiten Kampf gegen den Spanier Tristani Mosakhlishvili.
Zwei Monate später bei den Olympischen Spielen 2024 in Paris besiegte Ngayap Hambou in seinem Auftaktkampf den Tschechen David Klammert und im Achtelfinale den Aserbaidschaner Elcan Hacıyev. Nach seinem Viertelfinalsieg über den Griechen Theodoros Tselidis unterlag der Franzose im Halbfinale dem Japaner Sanshiro Murao. Im Kampf um Bronze bezwang Ngayap Hambou den Brasilianer Rafael Macedo.
Mit der französischen Mixed-Mannschaft wurde Gaba bei den Weltmeisterschaften 2023 und 2024 Zweiter hinter der japanischen Mannschaft. Bei den Olympischen Spielen siegte Ngayap Hambou mit dem französischen Team im Finale gegen die japanische Mannschaft, wobei Ngayap Hambou im Finale gegen Sanshiro Murao verlor. Für seinen Olympiasieg wurde Ngayap Hambou als Ritter in die Ehrenlegion aufgenommen.
Maxime-Gaël Ngayap Hambou lebt in Asnières-sur-Seine und kämpft für den Asnieres Martial Arts Club.